# Economia da Síria
A Síria é considerada um país em desenvolvimento, com uma economia diversificada, baseada na agricultura, na indústria e na produção de energia. Durante a década de 1960, devido à ideologia socialista de seu governo, foram nacionalizadas as principais empresas do país e foram adotadas políticas econômicas que visavam reduzir as disparidades regionais e entre classes sociais.
Em julho de 2013, devido ao desgaste da guerra civil e aos embargos econômicos que assolam o país, a economia síria sofreu sérios danos, registrando um encolhimento de 45% desde o começo das hostilidades. O desemprego, que já era alto, atingiu níveis históricos e a moeda síria se desvalorizou quase que completamente e o setor público perdeu mais de 15 bilhões de dólares. A infraestrutura do país também se deteriorou consideravelmente por causa dos combates. Em 2014, o regime sírio estimou em US$ 31 bilhões de dólares as perdas que o país sofrera com o conflito até aquele momento.